# Josep Pons i Rosell
El Dr. Josep Pons Rosell (l'Arboç, 1918 - 28 de juliol de 2013), va ser catedràtic del Departament d'Antropologia de la Facultat de Biologia de la Universitat de Barcelona, des del 1973 fins a la seva jubilació, i es pot dir que ha estat el mestre de gran part del professorat actual d'antropologia biològica, tant d'aquesta universitat com de la Universitat Pompeu Fabra, les universitats Complutense i Autònoma de Madrid, la Universitat d'Oviedo i la de Santiago de Compostela. L'any 1991 va ser elegit acadèmic de la Reial Acadèmia de Ciències i Arts de Barcelona.
La dedicació acadèmica del Dr. Pons s'ha centrat en l'àrea de l'antropologia física, que tracta de la variabilitat biològica de les poblacions humanes i de l'origen i l'evolució de l'espècie.
La història acadèmica de l'antropologia física a la Universitat de Barcelona es va iniciar l'any 1920, amb el catedràtic d'aquesta matèria Telesforo de Aranzadi i Unamuno (1860-1945). El Dr. Pons va substituir posteriorment, en la càtedra d'Antropologia de la UB, el seu successor, el Dr. Santiago Alcobé, el qual havia estat també rector de la UB. Amb el Dr. Alcobé s'havien format al Departament d'Antropologia de la Universitat de Barcelona, a més d'en Josep Pons, els investigadors Miquel Fusté i Antoni Prevosti (el qual més endavant va desenvolupar els estudis de genètica a la facultat). Posteriorment, el Departament d'Antropologia va ser integrat, juntament amb el de Zoologia, en l'actual Departament de Biologia Animal.
Tant en la seva etapa inicial com a investigador del CSIC i de la Universitat de Barcelona com posteriorment, durant l'exercici de la càtedra a les diverses universitats espanyoles, el Dr. Josep Pons Rosell va obrir les perspectives a Espanya per al desenvolupament de diverses línies d'investigació dins l'àmbit de l'antropologia, com ara l'osteologia de poblacions, la biodemografia, els polimorfismes moleculars, la somatologia, o l'antropologia quantitativa. Els seus estudis sobre dermatoglifs, des del vessant poblacional i genètic, van rebre un reconeixement mundial. I, durant 10 anys, va presidir el Comitè Internacional per a l'estudi d'aquesta especialitat antropològica.
Com a anècdota es pot esmentar que, tot i haver arribat a ser catedràtic de la Universitat Complutense de Madrid, de manera que va quedar lliure la càtedra de la Universitat de Barcelona, immediatament la va demanar. Aquest fet, que un catedràtic de la Complutense volgués deixar la plaça per anar-se'n a "províncies", era sorprenent en la mentalitat funcionarial de l'època.